# Mandy Wagemaker
Mandy Wagemaker (* 24. April 1994) ist eine ehemalige niederländische Tennisspielerin.

## Karriere
Wagemaker begann mit sieben Jahren mit dem Tennisspielen, ihr bevorzugter Belag ist der Hartplatz. Sie spielt hauptsächlich Turniere auf dem ITF Women’s Circuit, auf denen sie bislang vier Doppeltitel gewann.
Ihr bislang letztes internationale Turnier spielte Wagemaker im September 2016. Sie wird seit August 2017 nicht mehr in den Weltranglisten geführt.

## Turniersiege

### Doppel
| Nr. | Datum            | Turnier  | Kategorie   | Belag           | Partnerin            | Finalgegnerinnen                      | Ergebnis         |
| --- | ---------------- | -------- | ----------- | --------------- | -------------------- | ------------------------------------- | ---------------- |
| 1.  | 26. Oktober 2013 | Iraklio  | ITF $10.000 | Teppich         | Rosalie van der Hoek | Dominika Paterová Nikola Schweinerová | 3:6, 6:0, [10:6] |
| 2.  | 24. Januar 2015  | Kaarst   | ITF $10.000 | Teppich (Halle) | Natalia Siedliska    | Carolin Daniels Nicola Geuer          | 3:6, 6:4, [10:4] |
| 3.  | 27. März 2015    | Le Havre | ITF $10.000 | Sand (Halle)    | Erika Vogelsang      | Alice Matteucci Martina Trevisan      | 6:1, 1:6, [10:6] |
| 4.  | 3. Juli 2015     | Brüssel  | ITF $10.000 | Sand            | Janneke Wikkerink    | Steffi Distelmans Hélène Scholsen     | 6:1, 6:1         |